# チン・シンザン
チン・シンザン（Cheng Sinzan）は、SNKの対戦型格闘ゲーム『餓狼伝説』シリーズに登場する架空の人物。漢字表記は「陳秦山」。

## キャラクター設定
『餓狼伝説2』（以下『餓狼2』と表記）にて初登場。語尾に「〜でしゅ」「〜くだしゃい」と付ける喋り方をする点、餓狼伝説シリーズの登場キャラクターの中でも身長が低く丸っこい肥満体型である点も特徴である。『餓狼2』のイラストでは葉巻を愛飲している描写がある。
かなりの大食漢な上に「超」が付くほどの守銭奴でもあり、基本的に金儲けのためならば意地汚い手段を行使することも辞さない。出生地は台湾で、香港を拠点に実業家として世界を股に活躍しており、格闘試合のプロモーターなどによって莫大な利益を上げている。香港でも名を馳せている天才的な太極拳の使い手であり、特に気功の扱いに長けている。また、自らの身体をコンニャクの如くグニャグニャにくねらせる「軟体オヤジ」といった珍妙な技も披露するなど、人間離れした面も見せる。一方、グロリアという香港女優並の美人（元ミス香港）の妻がおり、『リアルバウト餓狼伝説スペシャル』（以下『RBS』と表記）と『リアルバウト餓狼伝説2』（以下『RB2』と表記）では一部の演出にて彼女が登場する。なお、『餓狼伝説スペシャル』（以下『餓狼SP』と表記）のエンディングに登場する女性は、『ゲーメスト増刊 ギャルズアイランド3』ではホステスと紹介されている。
かつてタン・フー・ルーに師事しており、同門のギース・ハワードとジェフ・ボガードと共に「闘神三兄弟」と呼ばれた実力者で、テリー・ボガード、アンディ・ボガードのボガード兄弟は弟弟子にあたる。だが、禁止されたストリートファイトに参加して八百長試合をしたことで激怒したタンから破門されており、その時のチンは「あの時の先生は怖かった」と回想しているが、現在は「若気の至り」として一応和解しているとされている。こういった経緯から、ギースが執拗に狙っている「秦の秘伝書」に関してもある程度知っている。
『餓狼伝説3』（以下『餓狼3』と表記）より登場し、自身と同じく香港で活動する山崎竜二、ホンフゥの2人とはそれぞれ異なる形での繋がりがあり、闇のブローカーである山崎とは自分の利益に悪影響をもたらし兼ねないことから対立しており、その山崎を追い続けるホンフゥとは口喧嘩を繰り返す事がありながらも、逮捕させるべく情報提供などの協力を行っている模様。

## 来歴
『餓狼2』のバックストーリーでは、ロバート・ガルシアらしき人物と接待ゴルフに興じていた姿が描かれたが、香港マフィアからヴォルフガング・クラウザーの噂を聞き、世界一のネームバリューで道場を開くために参加を決意した。公式ストーリーによると、この時点で既に秦の秘伝書の探索に動き出しており、ジョー・ヒガシと対戦して敗れた後に協力を要請。秘伝書に関する情報提供を行った。
『餓狼3』では操作キャラクターとしての登場はなかったが、ホンフゥステージにヘリコプターに乗った姿で登場（『KOF MAXIMUM IMPACT』でもサウスタウンステージにて同様の姿が見られる）。テリーやアンディ、ホンフゥらにも山崎が狙っている秘伝書の情報を伝えており、テリー・アンディ・ジョーの3人のいずれかで1人プレイをするとギース戦の後でヘリコプターで山崎の居場所であるサウスステーションに案内し、独断で山崎の逮捕に向かい返り討ちにあったホンフゥを病院に連れていくなど、物語に大きく関わった。
『RBS』にて操作キャラクターとして復活。以前よりもさらに体重（約30㎏）が増えて、より丸々とした肥満体となった。衣装も長袖シャツと長ズボンから半袖シャツと半ズボンになった。『RB2』を最後に操作キャラクターとしての登場はない。

## ゲーム上の特徴
チンは、その丸みを帯びた大きな体型を活かした攻撃を行う。太極拳使いということもあり、円を描いた攻撃が多い。
『餓狼2』では隙の少ない飛び道具、動きの早い突進技、クセはあるが判定の強い通常技を兼ね備えた高性能キャラクターだった。
対戦でも、遠距離立ち強キックは立ちガード不能であり、相手の不意を突くことができる（ギースの「中段当て身投げ」で取られるが）。放物線を描いて飛んでいく「氣雷砲」は、相手の飛び道具に相殺も反撃もされにくい。発生が非常に速い弱の「破岩激」は連続技に威力を発揮する。強の「大太鼓腹打ち」は、相手が飛び道具を放った瞬間に出すことでかわしながら攻撃できる。
『RBS』では技の性能が全体的に変更された。「破岩激」の強さは変わらないが、『餓狼SP』までのような闘い方はできなくなっており、強さも影を潜めている。続編の『RB2』でも「軟体オヤジ」などの新技を会得したが、技の弱体化は変わらなかった。

## 技の解説

### 通常投げ
合気投げ（あいきなげ）
相手を掴んで、反対側に投げ捨てる。投げた後は間合いが大きく開き、硬直時間は短め。
頭突殺（ずとつさつ）
相手に乗り掛かり、連続で頭突きを叩き込む。『RBS』での攻撃回数は1回だが、与えるダメージは「合気投げ」よりも大きい。

### 特殊技
雲手（うんじゅ）
避け攻撃。半身に構えて腕を前方へ伸ばす。『餓狼SP』でのこの技は『餓狼2』よりも発生が遅くなった分、弱体化した。
落撃双拳（らくげきそうけん）
両腕を開いて打ち下ろす。発生が遅い代わりにしゃがみガード不可。
発勁裏拳（はっけいうらけん）
ライン飛ばし攻撃。チンの眼前に輝く気を纏った攻撃を出す。『餓狼2』『餓狼SP』では攻撃判定がとにかく大きく、相手の攻撃を一方的に潰したり、対空技としても威力を発揮するなど強力な技であった。『RBS』では威力の低下や隙の増大など、性能が下がった。

### 必殺技
氣雷砲・前方（きらいほう・ぜんぽう） / 氣雷砲・対空（きらいほう・たいくう）
気弾を放物線軌道で放り投げる技。地面着弾時の爆風にも攻撃判定がある。『RBS』以降は飛んでいく高度が上がる代わりに、横への到達距離が短くなる「対空」が追加された。『餓狼SP』までは技名が単に「氣雷砲」であり、「前方」「対空」という名称の追加は『RBS』にてされた。
大太鼓腹打ち（だいたいこばらうち） / 超太鼓腹打ち（ちょうたいこばらうち）
腹を膨らませながら、相手の位置へ向かって放物線を描くように飛び跳ね、太鼓腹によるボディプレスで押し潰す技。『餓狼SP』までは前者の技名、『RBS』以降では後者の技名になる。
『餓狼SP』までは、弱と強とで性能が異なる。弱は動作が遅く威力も低い代わりに飛んでいく距離が調節可能、強は動作が速く距離を調節できない代わりに相手の位置を捕捉して飛んでいく上に威力も高い。
満腹滞空（まんぷくたいくう）
『RBS』以降の追加技。「超太鼓腹打ち」のジャンプの頂点で滞空して、落下するタイミングをずらす。攻撃力は一切ない。

破岩激（はがんげき）
地面に気を叩きつけ、その反動で自らが地面を高速で転がって体当たりを仕掛ける技。作品ごとに差異はあるが、基本的に弱で出すと非常に出が速く、チンの連続技の要となる。『餓狼SP』では強で出すと突進前に無敵時間ができる。
超反動満腹砲丸（ちょうはんどうまんぷくほうがん）
『RBS』での技。太鼓腹を膨らませて待機し、その状態で上段攻撃を受けると画面端まで後退した後「破岩激」で反撃する、いわゆる「当て身投げ」属性の技。一旦後ろに下がってからの反動なので、避けられたりガードされる場合がある。
軟体オヤジ（なんたいオヤジ）
『RB2』のみの技。コンニャクのように体を左右に揺らす。上半身無敵になるが攻撃判定は一切ないため、この技単体では使い道がない。ただし、通常技キャンセルから出して、隙を軽減する用途には使える。ボタンを押している間ずっと発動するが、一定時間経過すると自動で解除され一瞬無防備になってしまう。
クッサメ砲（クッサメほう）
『RB2』のみの技。地面に向かってくしゃみ（=クッサメ）をして、その風圧で攻撃する下段技。攻撃中は下半身無敵になるが出が遅い。

### 超必殺技（潜在能力）
爆雷砲（ばくらいほう）
「氣雷砲」の強化版。より巨大で帯電した気弾を前方へ投げつける。
天地崩落無尽砲（てんちほうらくむじんほう）
『RBS』の潜在能力。残像を残しながら画面外に飛び上がり、体を大きく膨らませて相手の上に急降下してから気弾を連続で叩き込み、最後にひときわ体を大きく膨張させて攻撃する。
ホエホエ弾（ホエホエだん）
『RB2』の潜在能力。ジャンプ中に出せる技で、ボタンを押しっぱなしで威力を発揮させる。
大往生（だいおうじょう）
『リアルバウト餓狼伝説スペシャル DOMINATED MIND』での隠し技。一旦画面外に下がり、愛車のバンに乗って突撃してくる。

## 他のメディアでのチン
アニメ『バトルファイターズ 餓狼伝説』シリーズの『2』では格闘大会を開催していた姿が描かれていたが、参加していたビッグ・ベア共々ジョーにKOされる。テレビ放送版ではこの登場シーンはカットされていた。劇場版では遺跡を発掘していた時にラオコーン・ゴーダマス一行に襲われて洗脳され、テリーら数々の格闘家たちが参加していたパーティーに乱入してビッグ・ベアをKOし、次に勝負を挑んできたキム・カッファンを瀕死にまで追い込むが、キムの「鳳凰脚」により弱点である仮面を破壊されて倒された。
コミックボンボン版『餓狼伝説2』（細井雄二・作）ではヴォルフガング・クラウザー配下の悪党として登場し、語尾は「〜アル」と変更されている。事故で早世したクラウザーの息子リヒャルトに似ていたアンディを誘拐する。クラウザーの後釜を狙っていたようで「アンディがクラウザーの後継者になる」という事実を知るや否や、ローレンス・ブラッドと共に脱走しようとしたアンディを抹殺しようとして失敗（ローレンスだけがクラウザーの罰を受けて、チンは要領よく逃れる）、その後は同僚のビリー・カーンを罠にはめてテリーとの戦いに臨んだが、結局は敗北してビリーに止めを刺された。

## その他
- 『餓狼2』のステージは（1992年当時の）香港であったため、試合前の演出では国旗にユニオンジャック（香港の旗）が使用されていた。
- 『ザ・キング・オブ・ファイターズ』シリーズには背景での出演が多い。
- チンのステージBGMの楽曲名『パンギャゴ・ホーホ』は倒される際に発する台詞から採られている。この台詞はチンの声を務めた橋本潤のアドリブである[2]。
- 『餓狼2』の企画担当によると、モデルは『空手バカ一代』に登場する中国拳法家[3]。また、チンのオブジェクト（キャラクターなどのデザイン）担当の人物もモデルになっており[4]、「大太鼓腹打ちのポーズなんかも自分でやりました（笑）」という。このデザイナーは、『餓狼2』のチンのほかに、『餓狼SP』における三闘士[注 4]とクラウザーのデザインも担当した[5]。

## 担当声優
- 橋本潤（『餓狼2』、『餓狼SP』）
- 中井重文（『リアルバウト餓狼伝説スペシャル』、『リアルバウト餓狼伝説2』）
- 茶風林（アニメ『餓狼伝説 -THE MOTION PICTURE-』）
- 龍田直樹（ドラマCD『電撃CD文庫 餓狼伝説2』、『電撃CD文庫 餓狼伝説SPECIAL』）
- 中嶋聡彦（カセットドラマ『バトルファイターズ 餓狼伝説1 ORIGINAL SOUND SPECIAL』）

## 関連人物
- ジョー・ヒガシ - 腐れ縁
- タン・フー・ルー - 元・師匠
- ジェフ・ボガード - かつての同門
- ギース・ハワード - かつての同門
- ホンフゥ - ライバル
- ヴォルフガング・クラウザー -『餓狼SP』にて、対戦前に「あなたを倒して私が暗黒の帝王になりましゅ」と宣言している
- 山崎竜二 - 目障りに感じている